# سكراف سنوس

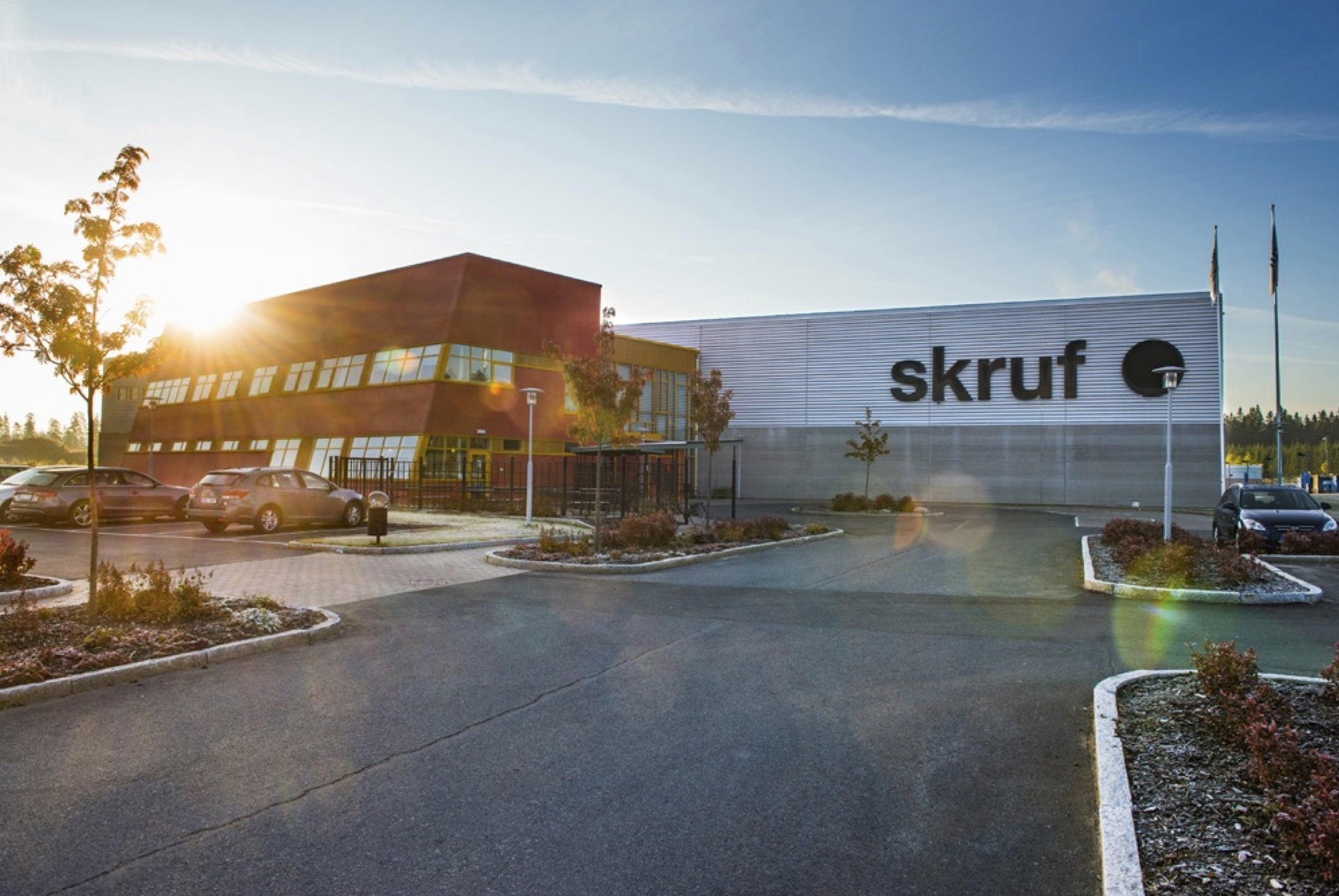
إنتاج سكروف في [https://en.m.wikipedia.org/wiki/S%C3%A4vsj%C3%B6 سافسيو

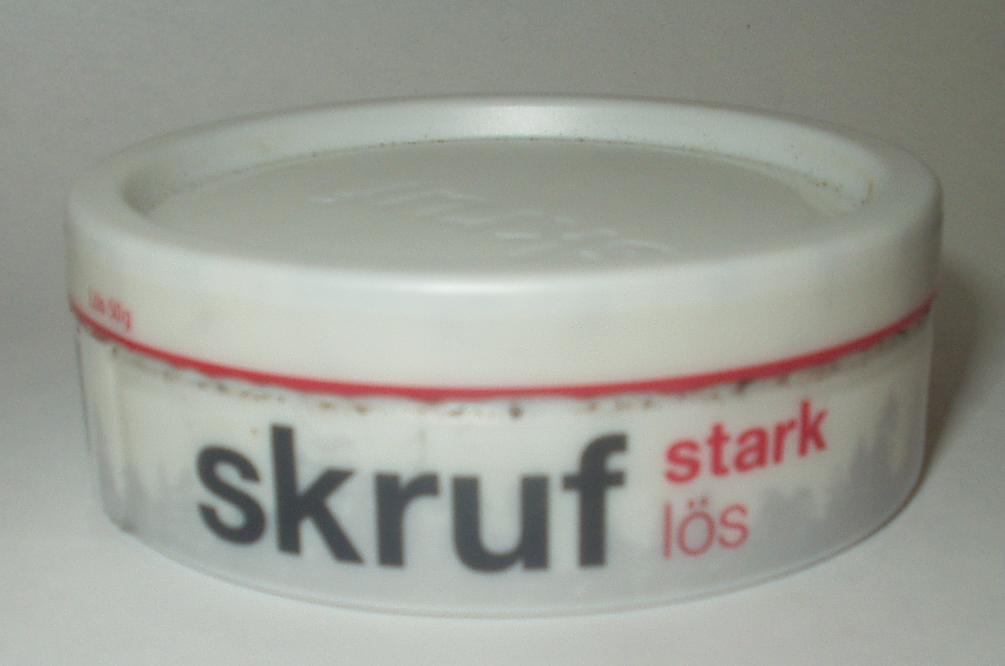
منتج سكراف سنوس في عبوته

شركة سكراف سنوس (بالسويدية: Skruf Snus) هي شركة سويدية لتصنيع منتج التبغ "السنوس". تأسست في عام 2002 وقامت بإطلاق منتجاتها الأولى في عام 2003. وفي عام 2005 استحوذت شركة إمبريال توباكو على 43.5% من أسهم سكراف سنوس. تمتلك المجموعة المتكاملة للتكنولوجيا (ITG) الآن شركة سكراف سنوس بعد استحواذها على الأسهم المتبقية في يوليو 2008. بفضل منتج سكراف سنوس كعلامة رائدة لها، حصلت شركة إمبريال توباكو على حصة سوقية تبلغ 40% في النرويج في عام 2017.

## روابط خارجية
- https://skruf.se/
- https://www.hugedomains.com/domain_profile.cfm?d=drsnus.com
- http://www.snuson.com/forum/entry.php?70-Skruf-Stark-Portion-and-White-portion-Reviewing-the-original-Stark-portion-snus-bran
- https://www.snuson.com/forum/entry.php?74-Skruf-Tranb%E4r-(Cranberry)-portion-snus-reviewing-a-snus-with-a-surprising-twist!